# パームビーチ・ストーリー
『パームビーチ・ストーリー』（原題・The Palm Beach Story）は、1942年に製作・公開されたアメリカ合衆国の映画である。プレストン・スタージェスの監督・脚本により、クローデット・コルベールとジョエル・マクリーが主演している。日本初公開（1948年）当時の日本語題は『結婚五年目』（けっこんごねんめ）であった。
フロリダ州の高級保養地のパームビーチが舞台となっている。

## キャスト
- ジェリー・ジェファーズ：クローデット・コルベール
- トム・ジェファーズ：ジョエル・マクリー
- センティミリア公爵夫人：メアリー・アスター
- J・D・ハッケンサッカー3世：ルディ・ヴァリー

## スタッフ
- 監督・脚本：プレストン・スタージェス
- 製作：バディ・G・デシルヴァ、ポール・ジョーンズ
- 音楽：ヴィクター・ヤング
- 撮影：ヴィクター・ミルナー
- 編集： スチュアート・ギルモア
- 美術：ハンス・ドライアー、エルンスト・フェグテ
- クローデット・コルベールの衣裳：アイリーン